# 二(三氟甲基)二硫杂环丁烯
二(三氟甲基)二硫杂环丁烯是一种有机氟化合物，化学式为(CF
3)
2C
2S
2。它是黄色液体，是一种稳定的二硫杂环丁烯，可由六氟-2-丁炔和熔化的硫反应得到。根据电子衍射研究，它有6个π电子，并具有芳香性。它的C=C键长为1.40 Å，C-S键长为1.73 Å。

## 反应
它在室温容易二聚，但二聚体在较高温度解聚。它可以通过氧化加成反应和低价金属形成配合物：
Ni(CO)
4 +  2 (CF
3)
2C
2S
2   →   Ni(S
2C
2(CF
3)
2)
2  + 4 CO
Mo(CO)
6 +  3 (CF
3)
2C
2S
2   →   Mo(S
2C
2(CF
3)
2)
3  + 6 CO